# 클래시 로얄
《클래시 로얄》(영어: Clash Royale)은 핀란드의 비디오 게임 제작사 슈퍼셀이 제작 및 배포하는 타워 디펜스 비디오 게임이다. 또한 클래시 로얄은 2018 아시안게임의 시범 종목으로 채택되기도 했다. 한때  e스포츠 종목에 오르기도 했으나 현재는 폐지되었다.

## 게임 플레이
두 명 이상의 플레이어가 플레이하는 게임이며, 100종이 넘는 카드를 얻고 자신만의 덱을 만들고, 카드를 업그레이드하거나 자신이 원하는 카드를 진화 시켜서 상대 팀의 타워를 파괴하는 것이 기본적인 목적이다. 경기 시간은 3분이지만, 상대 팀과 내가 파괴한 타워가 같거나, 상대 팀 타워를 전혀 파괴하지 않은 경우 경기는 2분 연장되며 먼저 상대 타워를 파괴한 플레이어가 즉시 승리한다. 그래도 타워가 파괴되지 않으면 모든 타워가 급격히 체력을 잃고 먼저 체력을 모두 잃은 타워가 파괴되는 타이브레이커가 있다. 물론 타이브레이커가 진행 중일 땐 양쪽 다 카드를 낼 수 없다.

## 같이 보기
- 클래시 오브 클랜
- 붐비치
- 헤이데이
- 브롤스타즈
- 스쿼드 버스터즈
- 슈퍼셀